# Omar Hawsawi
Omar Hawsawi (27 september 1985) is een Saoedi-Arabisch voetballer die als centrale verdediger speelt.

## Clubcarrière
Hawsawi begon bij Al-Shoulla en speelt sinds 2010 voor Al-Nassr waarmee hij in 2013 en 2014 landskampioen werd.

## Interlandcarrière
Hij debuteerde in 2013 voor het Saoedi-Arabisch voetbalelftal. Hij maakte deel uit van de selectie op het Aziatisch kampioenschap 2015 en het wereldkampioenschap 2018.